# Philoblenna bupulda
Philoblenna bupulda is een eenoogkreeftjessoort uit de familie van de Philoblennidae. De wetenschappelijke naam van de soort is voor het eerst geldig gepubliceerd in 1992 door Ho & I.H. Kim.